# Тевелёв, Матвей Григорьевич
Матвей Григорьевич Тевелёв (настоящее отчество — Герцевич либо Герцович; 7 [20] марта 1908, Ильино, Витебская губерния, Российская империя — 22 мая 1962, Одесса) — советский писатель, драматург и сценарист, поэт-песенник.

## Биография
Родился в селе Ильино — еврейском местечке, относившемся к Витебской губернии (ныне — в составе Тверской области), — в семье лесного бракёра Герца Григорьевича и Розалии Яковлевны (Малки Иосифовны). У них было ещё двое детей — Раиса и Татьяна.
В 1922 году приехал в Ленинград. Учился в единой трудовой школе (но не окончил её), работал на фабрике фотобумаги, был библиотекарем, совмещая с работой учёбу в школе рабочей молодёжи. Литературную деятельность начал в 1928 году.
Два года ездил по Дагестану, Азербайджану, Грузии и Армении. Впечатления Тевелёва нашли отражение в изданном в 1932 году романе «Горы меняют лицо» (об установлении советской власти в Дагестане) и вышедшем в свет в 1933 году сборнике рассказов «Салон для чистки обуви». В 1936-м вышел ещё один сборник— «Счастье». Стал соавтором Георгия Кубанского по пьесе «Отважный рейд» (1935).
В 1937 году написал слова песни «Письмо в Москву» для молодого композитора Никиты Богословского, решившего поучаствовать в конкурсе на лучшее произведение о пограничниках. Вскоре песня вошла в репертуар Сергея Лемешева, её исполняли также Марк Бернес и Сергей Мигай.
В качестве сценариста работал на студии Ленфильм в творческом союзе с Семёном Полоцким. По опубликованному в «Правде» рассказу «Аринка» они в 1938 году написали сценарий, по которому был поставлен одноимённый фильм (1939). За ним последовали кинокартины «Переход» (1940), «Старая гвардия» (1941).
До осени 1942 года жил в блокадном Ленинграде, работая в радиокомитете. По его с Полоцким сценарию во время блокады был снят фильм «Варежки». Тогда же Тевелёв написал пьесу «Навстречу эскадре», которая была поставлена коллективом театра Балтфлота; премьера состоялась 5 июля 1942 года в ДК Промкооперации.
Затем Тевелёву удалось эвакуироваться, и уже для ЦОКС он с Полоцким написал сценарий к одному из боевых киносборников. С января 1943 года работал в Москве спецкором журнала «Пограничник», совместно с Максимом Сагаловичем стал автором пьесы «Крепость на границе (Пограничники)» (поставлена во время войны в театре Вахтангова; издана в 1945 году).

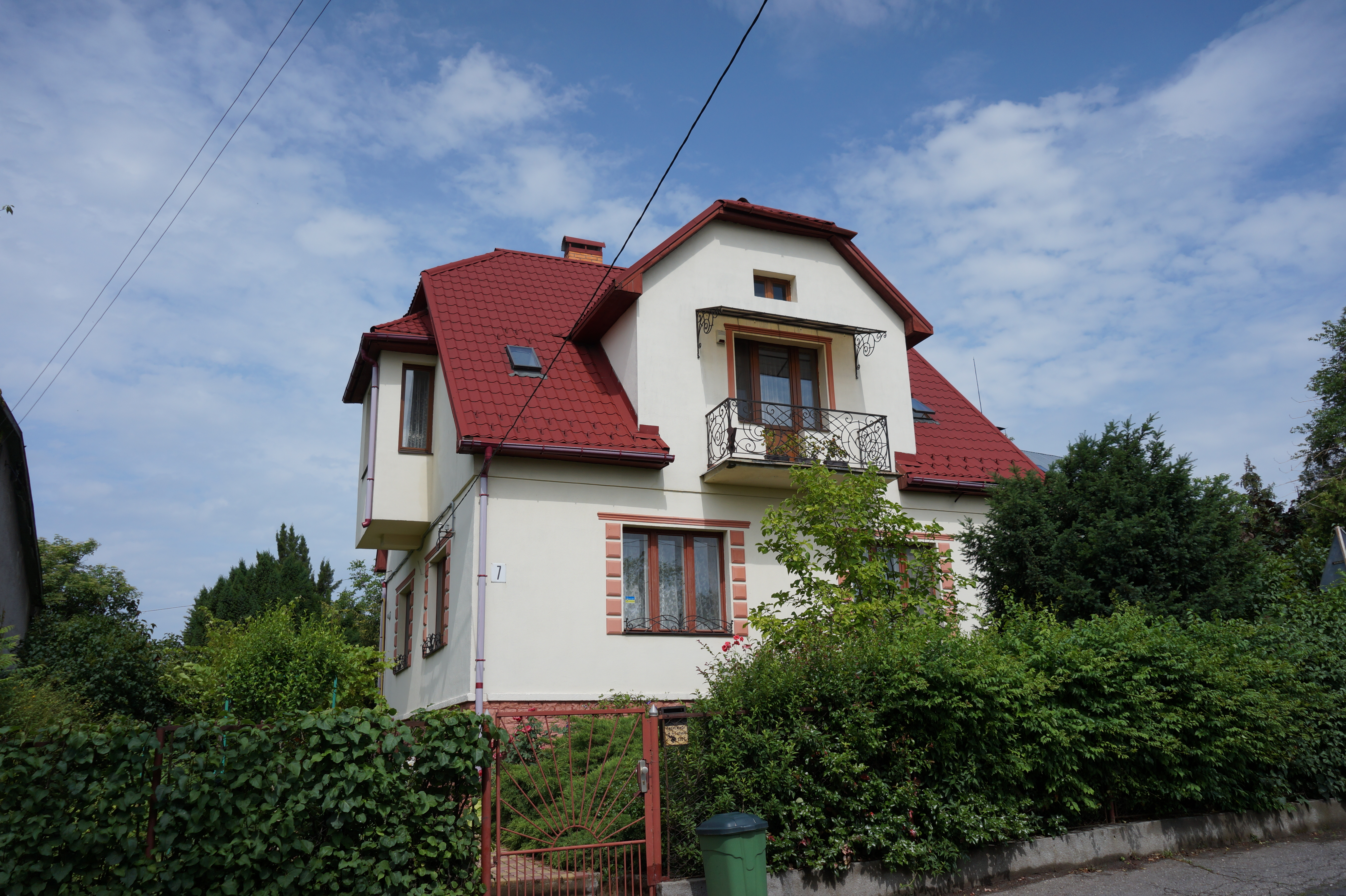
Дом, в котором Тевелёв жил в Ужгороде. Улица Высокая, д. 7

После войны Союз писателей послал Тевелёва в Ужгород, где он вёл писательскую и общественную работу, писал в газету «Советское Закарпатье», был депутатом местного совета. Изданный в 1948 году сборник рассказов «Наследники» посвящён в основном военному периоду; рассказы, помещённые в сборниках «На Белой Тиссе» (1950) и «У ворот Государства» (1951), — о пограничниках.
В 1953 году сначала в журнале «Знамя», а затем в «Роман-газете» (№ 9, 10) впервые вышел в свет роман Тевелёва «Свет ты наш, Верховина…», над которым автор работал с 1948 года. Он посвящён жизни карпатских крестьян-русинов и борьбе коммунистов в межвоенный период и во время войны. Роман был переведён не менее чем на восемь языков мира, в 1957 году по нему был поставлен один из известных спектаклей Закарпатского театра.
Последующие сборники рассказов «Исток» (1952), «Гостиница в Снеговце» (1955), «Хозяин и постоялец» (1959) и др. посвящены уже послевоенному Закарпатью. В 1960 году по сценарию Тевелёва был поставлен фильм «Возвращение», а в 1964-м по мотиву его рассказа сняли фильм «Цари».
Умер 22 мая 1962 года в Одессе, похоронен в Ужгороде.

## Произведения

### Романы
- Тевелев М. Горы меняют лицо. — Л.; М.: ГИХЛ, 1932.
- Тевелёв М. «Свет ты наш, Верховина…» // Знамя. 1953[7].
  - Тевелёв М. «Свет ты наш, Верховина…». — Роман-газета. — М. : Гослитиздат, 1953. — Вып. 9, 10.
  - Тевелев М. Г. «Свет ты наш, Верховина…». — М.: Советский писатель, 1954.
  - Teveliov М. "Verkhovina, notre lumière…" (фр.). — M.: Ed. en langues étrangères, 1954.
  - Tevelyov M. "Verkhovina, our land so dear" (англ.). — M.: Foreign languages publishing house, 1955.
  - Teweljow М. "Werchowina, Land der Berge…" (нем.). — M.: Verlag für fremdsprachige Literatur, 1955.
  - Тевельов М. "Скъпа наша, Верховина" (болг.). — София: Народна культура, 1955.
  - Teveliov M. "Lumina noastră, Verhovina" (рум.). — Bucureşti: Cartea rusă, 1955.
  - Teveljov M. Na Verchovině (чешск.). — Praha: Svět sovětů, 1955.
  - Тевелев М. Г. Свет ты наш, Верховина…. — М.: Советский писатель, 1956.
  - Тевелев М. Г. Свет ты наш, Верховина…. — М.: Гослитиздат, 1960.
  - Teveliov M. La chiave della terra (итал.). — Roma: Editori riuniti, 1957.
  - Tevelev M. Vec-kho-vi-na, nguoi la anh sang (вьет.). — 1978.

### Сборники рассказов и очерков
- Усов П., Тевелев М. За учебой. Из жизни курсантов. — М.; Л.: Госиздат, 1928.
- Тевелев М. Г. Салон для чистки обуви. — Л.: Издательство писателей в Ленинграде, 1933.
- Тевелев М. Счастье. — М.: Советский писатель, 1936.
- Тевелев М. Рассказы для эстрады. — М.: УПОАП, 1936.
- Тевелев М. Иван Богатырь. — М.: Военное издательство Народного комиссариата обороны, 1943.
- Тевелев М. Наследники. — Ужгород: Книжно-газетное издательство, 1948.
- Тевелев М. На Белой Тиссе. — Ужгород: Книжно-газетное издательство, 1950.
- Тевелев М. Исток. — Ужгород: Книжно-газетное издательство, 1950.
- Тевелев М. У ворот Государства. — Ужгород: Книжно-газетное издательство, 1950.
- Тевелев М. Г. Гостиница в Снеговце. — Ужгород: Закарпатское областное издательство, 1955.
  - Tevelyov M. Hotel in Snegovets. — M.: Foreign languages publishing house, 1957.
  - Tevelyov M. स्नेगोवेत्स का होटल (хинди). — M.: Foreign languages publishing house, 1961.
  - Tevelyov M. स्नेगोवेत्स का होटल (хинди). — Parikalpana Prakashan, Lucknow, 2006.
- Тевелев М. Г. Хозяин и постоялец. — Ужгород: Закарпатское областное издательство, 1959.
- Тевелев М. Г. Закарпатские новеллы. — Ужгород: Советский писатель, 1959.
- Тевелев М. Г. Рассказы о цветах. — Ужгород: Закарпатское областное книжно-газетное издательство, 1961.
- Тевелев М. Г. Скажи — от людей…. — Ужгород: Закарпатское областное книжно-газетное издательство, 1963.

### Пьесы
- Кубанский Г., Тевелев М. Отважный рейд. — М.: Цедрам, 1935.
- Тевелев М. Звезды на рейде // Звезда. 1942. № 1–2. С. 8–49.
- Тевелев М. Г. Навстречу эскадре. — М.: ВУПОАП, 1943.
- Сагалович М. В., Тевелев М. Г. Крепость на границе (Пограничники). — М.: ВУПОАП, 1945.

### Фильмография
- 1939 — Аринка (сценарий, совместно с С. Полоцким)
- 1940 — Переход (сценарий, совместно с С. Полоцким)
- 1941 — Старая гвардия (сценарий, совместно с С. Полоцким)
- 1942 — Варежки (сценарий, совместно с С. Полоцким)
- 1942 — Боевой киносборник № 12. Эпизод «Ванька» (сценарий, совместно с С. Полоцким)
- 1960 — Возвращение (сценарий)
- 1964 — Цари (по мотивам рассказа Тевелёва)

### Иное
- Ладани А. За высокий урожай подсолнечника / Записал и обработал М. Тевелев. — Ужгород: Книжно-газетное издательство, 1949.
- Алексеев С. Ф. 356-й километр. — М., 1939. (пьеса по рассказу Тевелёва «Аринка»)